# أغاني شعبية فلسطينية
يشكل تراث أي أمة من الأمم بمكوناته المادية وغير المادية سجلاً يسطر تاريخها وأساليب عيشها بكافة التفاصيل ليشكل هويتها ودليل وجودها. ويعد الفلكلور الشعبي الفلسطيني مرآة تعكس حياة الشعب الفلسطيني المادية والروحية، التي تداولتها الأجيال وتوارثتها جيلًا عن جيل. ويعج الفلكلور الشعبي الفلسطيني بكم هائل من الإبداعات الشعرية والحرفية وأساليب التعبير المختلفة، وأساليب العيش واللباس وألوان الدبكات والرقصات والعادات والتقاليد، ليعطي عبر هذا المخزون العريق الصورة الواضحة التي تقف سدًا منيعًا في وجه الغزو الاحتلالي الذي يحاول طمس تاريخ الشعب الفلسطيني، وسرقة كل الأدلة التاريخية التي تدل على الحق الفلسطيني لينسبها إلى قلة منبوذة غازية ململمة من كافة أنحاء العالم، ليخلق لها تاريخًا مزيفًا يستطيع بموجبه زراعتها في أرض غريبة عنها، ليجعل لها ارتباطًا بيئيًا تستطيع الاعتماد عليه للانتشار في كافة أوصال الوطن العربي والإسلامي. فالفلكلور الفلسطيني يشكل أحد دعائم الثقافة الوطنية، فنحن في فلسطين معنيون أكثر من غيرنا بالحفاظ عليه وتدوينه ودراسته وتحليله ونشره؛ لأن التجزئة والعولمة والتغريب تعد عواصف تلعب دوراً نشيطاً في طمس الشخصية الوطنية الفلسطينية ومحوها. كما تنبع الخصوصية الفلسطينية في الحفاظ على التراث من ما تتعرض له فلسطين من تهويد طال كل جوانب الحياة؛ فتعرضت أسماء الأماكن والشوارع للتحريف، واللغة للتغيير، والزي الشعبي للسرقة، والأماكن الدينية التاريخية للهدم والتخريب... وغير ذلك الكثير.

## الأغنية الشعبية
تعد الأغنية الشعبية أحد عناصر التراث الفلسطيني التي يمكن لكل متمعن أن يضع يده من خلالها على مواطن الألم ومحطات العذاب التي مر بها الشعب الفلسطيني، كما يمكن بالوقوف على محتواها معرفة أساليب الحياة والعادات والتقاليد والأدوات التي استخدمها هذا الشعب للتغلب على ظروف الحياة وقهر القهر. وتصور الأغنية الشعبية القيم الفلسطينية التي آمن بها الشعب الفلسطيني، وما ينكره ويستهجنه من تصرفات مموجة غير مقبولة. وتتعدد أشكال الأغنية الشعبية بتعدد المناسبات والمواقف التي نظمت من أجلها، فنجد أغاني الحماسة، ونجد أغاني الجهاد، وأغاني الحصاد، وأغاني الختان، وأغاني الرثاء... وغيرها مما تعج به الحياة من مواقف.
إن التعرف على تراثنا وثقافتنا والتشبث بكل لوحة وكل رسم وكل موال وأغنية ولحن يربطنا بالأرض التي اقتلعنا منها لهو أمر في غاية الأهمية. الأغنية الشعبية: تعريفها وخصائصها: تتعدد ألوان التعبير الفنية التي يعبر بها المجتمع الشعبي عن نفسه وعن أفكاره وآماله ومعتقداته بتعدد الوظائف التي يؤديها كل نوع منها. والأغنية الشعبية إحدى الفروع الرئيسة في عائلة المأثورات الشعبية، مثلها في ذلك مثل الحكاية الشعبية والمثل الشعبي والألغاز، وان كانت تختلف عنها اختلافاً جوهرياً تتلخص في أنها تتكون نتيجة لتزاوج النص الشعري مع اللحن الموسيقي اللذين ينبعان من المجتمع الشعبي نفسه في أغلب الأحيان؛ ولذلك فقد كانت هناك محاولات عديدة لتعريف الأغنية الشعبية ورسم حدودها واستغرقت وقتاً ليس بالقصير، ولا زالت هذه التعريفات تتعدد يوماً بعد يوم بتعدد أنماط الحياة وظهور أشكال جديدة من التعبير الفني الشعبي.

## العوامل التي ساهمت في انتشار الأغنية الشعبية الفلسطينية
حيث اننتشرت في كافة قطاعات الشعب الفلسطيني في الداخل والخارج بعد عام 1967م، ومنها:
1. وحدة الظروف التي عاشها أبناء شعبنا الفلسطيني من غربة وتشتت وألم ومعاناة وشوق متدفق نحو الحرية والاستقلال؛ حيث تولد هذه الظروف أحاسيس مشتركة تجد تعبيرها في الأغنية الشعبية؛ فليس غريبًا أن تنتشر مثل هذه الأغنية لدينا:
يا يما في دقه ع بابنا
يا يما هاى دقة أحبابنا
يا يما هاى دقه قوية
يا يما دقة فدائية
يا يما عشاق الحرية
يا يما دقوا على بوابنا
2. لعبت وسائل الاتصال الحديثة دورًا كبيرًا في انتشار الأغنية الوطنية الفلسطينية، ومن أبرز هذه الوسائل إذاعة فلسطين؛ حيث تذيع هذه الإذاعة بالإضافة إلى الأخبار والتحليلات السياسية، الأهازيج والأغاني الوطنية الفلسطينية التي أصبحت جزءًا من التراث الشعبي الفلسطيني.
3. الظروف التي عاشها الشعب الفلسطيني خلقت حركة الاهتمام بالتراث الشعبي الفلسطيني؛ ما أوجد مناخًا ملائمًا لانتشار الأغنية الشعبية؛ فالاهتمام الأكاديمي والفني أعاد للأغنية قيمتها بعد أن كانت في طريقها إلى الذبول.
4. ازدياد أعداد المبدعين والموهوبين في مجال الغناء والفن بشكل كبير. وتعود هذه الزيادة للمعاناة التي كان يعاني منها الشعب الفلسطيني؛ فالمعاناة تخلق الإبداع، واستعمل المبدعون أشكال الغناء الفولكلورية مثل: عتابا، وميجانا، وغيرها.
5. أصبحت الأغنية الشعبية شكلًا من أشكال مقاومة الاحتلال؛ إذ أن الاحتلال لا يستطيع، مهما بذل من جهد، منع انتشارها أو مراقبتها والحد من تأثيرها؛ وما تعرض له أبناء شعبنا من تنكيل وتشريد وسجن وهدم بيوت تجد صداه في الأغنية؛ حيث ترفض الأغنية هذا الظلم وتقاومه.

## من أنواع الأغاني الشعبية
الموال: لقد اتفق الدارسون أن الموال فن غنائي شعبي شائع في معظم البلاد العربية. وللموال أنواع منها:
- الموال البغدادي: ويتكون من أربعة أبيات متحدة القافية.
- الموال الأعرج: وهو في العادة يتكون من خمسة أبيات متحدة القافية ما عدا البيت الرابع، فيكون على قافية مخالفة.
- الموال النعماني: ويتكون من سبعة أبيات، وبعض الفنانين الشعبيين يسمونه (السبعاوي أو السباعي) نسبة إلى عدد أبياته. ويتميز هذا النوع من المواويل بأن الأبيات: الأول والثاني والثالث والسابع متفقة في قافيتها؛ أما الأبيات: الرابع والخامس والسادس فمن قافية أخرى مغايرة للأبيات السابقة.

## من مواضيع الأغاني الشعبية
تقسم الأغاني الشعبية الفلسطينية، كأغاني الشعوب الأخرى، إلى أنواع وموضوعات، وهي:
1) أغاني الأعياد والاحتفالات الدينية.
2) أغاني الحب والغزل، وأغاني الأفراح والأعراس والختان والميلاد.
3) أغاني الحرب والحماسة والحث على القتال.
4) أغاني العمل والتجارة.
5) أغاني الشراب والسياسة والهزل والرقص.
6) أغاني السياسية
7) أغاني الرقص.
8) أغاني المآتم والرثاء.
9) أغاني الروايات والأقاصيص.

## لهجات في الأغنية الشعبية الفلسطينية
هناك لهجات كثيرة يتخاطب بها أهل فلسطين ويعبرون بها عن مرادهم. وهي تصور، بأسلوبها وعفويتها، أغراض حياتهم المعاشية، وتعطي فكرة واضحة عن مزاج أهلها وطريقة معالجتهم مختلف القضايا والأمور التي تعترضهم في دنياهم. إن اللغة العامية، بلهجاتها الفلسطينية، تجسم القيم الجمالية في محتوياتها لا في أسلوبها. وهي مستكملة لموماتها كأداة فنية قادرة على تصوير ذات الشعب الفلسطيني والإفصاح عن عواطفه ومعتقداته. والعامية، في أي بلد من العالم، صورة لتفاعل التيارات الحضارية القديمة المختلفة، وما أكثر تلك التيارات التي تعرض لها العرب في فلسطين. وقد تعاقبت على فلسطين منذ أقدم الأزمنة التاريخية حتى اليوم ثلاث لغات هي الكنعانية، والآرامية، ثم العربية الحديثة. وفي العربية اليوم كلمات آرامية الأصل عربها العرب واقتبسوها من السريانية. وقد كان لنزوح القبائل العربية إلى فلسطين، قبل الإسلام وبعده، تأثير في اللهجة الفلسطينية، لكن تلك التيارات لم تؤثر في اللغة الفصحى التي بقيت لغة الأدب والدين والرسميات.

## أسباب تكون الأغنية الشعبية
نتيجة نظم اجتماعية، مشتركة وعامة، عصبيات مختلفة منها:
1) عصبيات الأقارب القائمة على تفضيل حق ابن العم حتى على ابن الخال. وما نتج عن ذلك من مشاكل وإضاعة فرص أفضل للعروسين فيما لو ترك لهما حق الاختيار.
ابن العم يا شعر على ضهري
إن حال الموت لا رده على عمري
ابن العم يا توبي عليا
ان حال الموت لا رده بايديا
2) وفي حال تزويج الأب ابنته من غير ابن عمها طمعاً منه بمهر أكبر يقال ويغنى:
يا ابن العم يا كومة ترايب
بنات العم أخذوهم الغرايب
يا ابن العم يا ريتك للضبوعة
بنات العم أخذتهم السبوعة
3) ومن الأغاني الشعبية التي تتحدث عن الجار فيما يقوله النسوة فيزغردن ويقلن:
ها هي، يا فلان يا جار المجاورني ها هي، يا جار الرضى ما إنت جار خواتي ها هي، ما أنت طلاّل ع حيطان جاراتك ها هي، ولا يوم تركني إلا رفعت الضيم عني … لولولولي
4) هضم حقوق المرأة: ترزح المرأة تحت وطأة التراث التقليدي، فهي عموما خاضعة. ومع أنها تقوم بقسط كبير في مجال العمل في الحقل وفي الحرف اليدوية* يهيمن الرجل ويسيطر ويتحكم في مصيرها، خصوصاً عند الزواج.
عاليوم يا رفيقة
لو الشور بايدينا
كان قضينا العمر
في دار أبونا
5) عصبية الجاه والمركز: إن للطبقية أثرها في حياة الفرد الفلسطيني، فالأكثرية الساحقة تعيش على هامش الحياة الزراعية. وهناك طبقة من الأثرياء التجار والملاكين وأصحاب العقارات والبيارات والأراضي الزراعية. وكثيراً ما تشير الأغاني الشعبية إلى هذه الفروق فيتباهى أصحاب الجاه والمركز بما لهم من نفوذ كما تفاخر نساؤهن بلبسهن الثمين:
يا بو العروس افرش منزلك ريش
لفت عليك الامارة والدراويش
لفت عليك الامارة راكبين الخيل
ومعممة بالذهب روس الطرابيش
وعاداتنا نلبس ملوكي
ما نناسب إلا الأكابر ردونا رودونا
ما نناسب غير الملوكي ريدونا ريدونا
نسايب لا تزعلونا عادتنا نلبس شنابر
نسايب لا تزعلونا (الملوكي: ثوب العرس).

## المراحل التي مرت بها الأغنية الشعبية
لقد واكبت الأغنية الشعبية في فلسطين المراحل مرت بها كل أنماط وأشكال الأدب الشعبي الأخرى، فالأغنية الشعبية هي أهم وأشهر الأنماط الشعبية السائدة في فلسطين منذ بداية القرن الماضي؛ وتقريباً لأنها تستجيب بقوة واكتمال لتطورات الواقع الاقتصادي والسياسي والاجتماعي في بلادنا، بعكس النكتة الشعبية مثلاً التي تراجعت خلال هذه الفترة؛ لأنها لم تستطيع أن تعبئ ذاتها في أدوات الصراع. وكان للتطور الاقتصادي والسياسي والاجتماعي وكما أسلفنا أثره الكبير في انعكاسه على تطور الأغنية الشعبية. ففي الموال -وهو من أشهر أنماط الأغنية الفلسطينية- يمزج الفلسطيني بين الأرض والحب والمرأة بصورة يمتزج فيها الوجد مع الأمل. وتعتبر ظريف الطول من أهم الأغاني الشعبية التي تتناول العشق والجمال ووصف المحبوب؛ بينما اختصت أغاني «مشعل» بالحنين واللوعة والشوق؛ أما «الميجنا» فهي تعبر عن آلام وآمال الشعب الفلسطيني؛ وتعد «الدلعونا» فهي من أشهر الأغاني الشعبية الفلسطينية، وترتبط برقصة الدبكة ارتباطاً كاملاً كما أنها تغنى على أنغام الأرغول أو المجوز أو الشبابة. وأغاني الدلعونا ذات موضوعات نضالية بالإضافة إلى الشوق والحنين والوصف. ولـ«جفرا» في الغناء الشعبي الفلسطيني أثر واضح، وهي من الأغاني البدوية الفلسطينية، ولقد تطورت الجفرا لتغني اللحن الوطني المقاوم والارتباط بالأرض، كما أنها تتسع لتشمل الأمل المنشود في الصمود. وقد تعامل الوجدان الشعبي مع لحن جفرا فقامت العديد من الألحان والأهازيج عليه، ونسجت على منواله؛ ما يدل على مدى الأهمية لهذا النمط الغنائي في الوجدان الفلسطيني. ولقد مرت الأغنية الشعبية الفلسطينية بثلاث مراحل هي:
1. المرحلة الكلاسيكية: وتتمحور هذه المرحلة بمفاهيم طبقة الإقطاع السائدة في ذلك الوقت، فالدين هو محور الأغنية الشعبية الكلاسيكية، والقضاء والقدر والقبول التام إلى حد القناعة هو أقصى ما تقدمه هذه الأغاني لطبقة الفلاحين والفقراء والحرفيين.
يا زارع الود هو الود شجرة
قل وسواقي الوداد نزحت
وماءها قل أيام بناكل عسل
وأيـام بناكل خل
أيام ننام ع السرير
وأيام ننام ع التل
أيـام نلبس حـرير
وأيـام نلبس فـل
أيام بتحـكم على أولاد الكـرام تنذل.
2. المرحلة الرومانسية: بسقوط طبقة الإقطاع كانت البرجوازية التجارية قد نشأت وأفرزت طبقة جديدة من الصناع والأجراء؛ وقد نتج عن ذلك مرحلة جديدة في الأغنية الشعبية؛ حيث وجدت من الرومانسية منفذا للطاقة الشعبية التي تدفقت في مناخ أوسع وأشمل؛ ولكنه منفذ لم يتجاوز الهوامش البرجوازية.
مـن بعــد هشيـم العظـام
لـيش التقطـيب بتقطبوني يا ناس
وأنا أصلي كنت طـبيب
فتـشت بالجسـم لقـيت جـرح بـلا تقطـيب
كل ما أخيط دوايره يفلت مني ولا يطيب.
3. المرحلة الواقعية: جاءت نتيجة لحتمية تطور الصراع الوطني في فلسطين في مطلع القرن العشرين وبداية الثورات الوطنية الشعبية ضد الاستعمار البريطاني والحركة الصهيونية.
مهمـــا طـال عتم الليل
بتجليه شمس ا لحريــــــة
مهما طـال الليل وطال
وغطى سواده ع الأطلال
عنا فــي الوطن أبطال
بتعيـــــد شمـس الحريــة
لأجـل الزيتونة والتوت
وأشجـــار المندلينـــــــــا
بدنا نحارب حتى نموت

## السمات الموسيقية في الأغنية الشعبية الفلسطينية
تنبثق الأغنية الشعبية عند الأمم من أصل واحد ذي موضوع مشترك يعكس البيئة والحالة النفسية والعادات الملازمة لتلك الشعوب. وهذا يصدق على الأغاني الشعبية في فلسطين؛ فهي ألحان فطرية لا اثر فيها لصنعة متعمدة ارتجلها فرد من أفراد الشعب بطريقة بدائية، لا كلفة فيها ولا تكنيك وتناقلها الأبناء من آبائهم والبنات من أمهاتهن. وتتضمن هذه الأغنيات صوراً واضحة من العادات والتقاليد والمعتقدات التي يتحلى بها شعبنا الفلسطيني، مثلها مثل أغاني الشعوب الأخرى. مواضيع الأغاني الشعبية: تجارى الأغاني الشعبية الفلسطينية أغاني باقي الشعوب في تبويب مواضعها؛ إذ تحتوي على المواضيع والمناسبات التالية: الأعياد والاحتفالات الدينية، الحب والغزل وأغاني الأفراح والأعراس والختان والميلاد، الحب والحماسة والحث على القتال، السياسة، العمل والتجارة، المآتم والرثاء، الروايات والأقاصيص، الرقص. ومن الأغاني ذات المضمون الديني:
يا سامعين الصوت
صلوا على محمد
كل الدنيا تصلي على محمد
يا ريت إلي ما يصلي على محمد
يموت وبخاطره شم الهوى.

## من أغاني الغزل
شفت الزين قاعد باب طابون
يقطب في جروحه وما ظِن يطيبون. نيالك يا زبل باب طابون
يطولك من دوس الحباب ندى.
ومن أغاني الأعراس:
عريسنا عنتر عبس
عنتر عبس عريسنا صفوا الكراسي للعريس
من داركم لدارنا
وأغنية:
عالهوى عالهوى
وأنا رماني الهوى وش تقول يابن العم
واحنا التقينا سوى وابن عمي ظربني في شبريته
لمسح الدم وامشي على نيته وابن عمي ظربني في مطرق حديد
لمسح الدم وامشي على ما يريد
ومن أغاني الرثاء والتحسر:
يا حسرتي يا غالبتني ما أصعب كتبتي علي
شوف عيني هد حيلي وأعمى عويناتي علي
وأغنية:
إجمال محملة وإجمال بتعن
وإيامٍ مظت عالبال بتعن زميت بظاعتي ورحت أبيعن
غريب وما اشترى مني حدا
ومن أغاني القصص ما تتضمنه بعض القصص كقصة ودادة:
يا وداديييييييي
يا وداديييييييييي
ذبحوا خيك سعادييييييي
حطوا جلده عالسدادييييييي.

## ميزات اللحن الشعبي الفلسطيني
وعند دراسة الأغاني الشعبية الفلسطينية يجب أن يتم الاخذ بالحسبان عدة أمور مهمة؛ والتي من خلالها نستطيع أن نحدد معالم وملامح الأغنية الشعبية الفلسطينية من حيث شكلها الموسيقي وكل ما يتعلق بميزانها الموسيقى ومداها الصوتي ومسافاتها الصوتية واتجاه سير لحنها ومقاماتها. ومن ميزات اللحن الفلسطيني:
1-قصر الجمل: الجمل الموسيقية في الأغنية الشعبية الفلسطينية قصيرة جداً لا تتجاوز مازوراتها ثمان مازورات؛ وهناك عدد قليل جداً مما يتجاوز الاثنى عشر مازورة؛ وتتكرر هذه الجمل مراراً عديدة. والغريب أن هذا التكرار رغم رتابته يزيد اللحن حلاوة ومرونة كما يزيد من جذب السامع إليه.
2- أبعاد اللحن: والبعد هو المسافة ما بين الصوتين، أحد الأصوات يكون الحد الأعلى للبعد أما الآخر فيمثل الحد الأدنى له. وتقاس المسافات والأبعاد بما تحويه من درجات وتكون تسميتها تبعاً لهذا المقياس؛ فالمسافات في الألحان الشعبية الفلسطينية بسيطة وقصيرة؛ حيث أنها تنحصر في دائرة الطبقات الواحدة (أي مرتبــة الديوان أو الأوكتاف)؛ حيث أن المسافات الصوتية في الأغنية الشعبية الفلسطينية غالباً ما تكون من نوع مسافة الثانية والثالثة أو الرابعة؛ والقليل من الأغاني التي تستخدم القفزات أو مسافات الخامسات والسادسات أو أكثر من ذلك؛ الأمر الذي يعطى اللحن شكلاً متسلسلاً واتجاهاً هابطاً صاعداً في سير اللحن.
3- الطابع المقامي: معظم أغانينا الشعبية الفلسطينية مبنيه على المقامات العربية. وبنظرة تحليليه للأغاني الشعبية الفلسطينية نجد أن مقام البيات هو المقام المسيطر على أغانينا الشعبية، ويليه مقام راست، ثم مقام سيكا، ثم مقام الحجاز، وغيرها من المقامات الأخرى؛ أما في الأغاني الدينية عند المسلمين فقد كان مقام العجم هو المسيطر على أغلب المدائح النبوية والموالد؛ ثم مقام الحجاز. ونجد أن أغاني الأطفال مبنية بالأساس على السلالم الكبيرة والصغيرة؛ وربما يعود ذلك إلى سهولة الغناء على هذه المقامات. وسيطرة مقام البياتى على معظم أغانينا الشعبية في فلسطين يجب أن يكون دافعاً قوياً لنا للتمسك بسلمنا الموسيقى المحتوى على أرباع الأصوات؛ للصمود في وجه مرحلة التطور الخاطئة التي تخوضها موسيقانا الآن.
4- الجاذبية اللحنية: تكون جاذبية اللحن في الأغاني الشعبية في فلسطين غالباً في اتجاه منخفض، وتشاطرنا في ذلك الشعوب التركيه والهنغاريه؛ وذلك بعكس الألحان الإسكندنافية والألمانية حيث يتساوى فيها سير اللحن الصعودي والانخفاضي.
5- الزخرفة اللحنية: ولعل ما يلبس اللحن الشعبي صفته العربية، هو تلك الزوائد والزخارف التي يستعملها بل يرتجلها المغني أو العازف الشعبي. وقد أصبحت هذه الزخرفة اللحنية من مستلزمات الموسيقى العربية حتى الكلاسيكية فيها إلى يومنا هذا. والمراد بهذه الزخرفة عند المغني هو: إما لفت الأنظار إليه واسترعاء الاهتمام لمقدرته الغنائيه الخلاقة، وإما لإعطاء المزيد من الجمال إلى اللحن الذي يُغنيه.
6- الايقـــاع: إذا قمت بتحليل للأغاني الموسيقية الشعبية الفلسطينية نجد أن ايقاع أو ميزان أغلب أغانينا هو من نوع: الميزان البسيط الثنائي (2/4)، والميزان البسيط الرباعي (4/4)، وأحياناً أخرى تجده على ميزان بسيط ثلاثي (3/4). وكذلك هناك بعض الأغاني ذات موازين مركبه مثل ميزان (6/8) والقليل منها ذات ميزان أعرج (5/4). كما نلاحظ أن الكثير من الأغاني غير موزونة، ولا تسير بحسب ميزان محدد، مثل: الزغاريد، والتهاليل، والموال، والتي تنتشر في جميع أنحاء فلسطين.

## اشكال سير اللحن في الأغنية الشعبية الفلسطينية
- الخط اللحني المستوي: ويغلب هذا الشكل على أغاني الأطفال. وهو يعتمد أكثر على الإيقاع.
- الخط اللحني المستقر: وهو اللحن الذي يدور حول نغمة الأساس؛ حيث تصعد عنها صعوداً بمسافـة أو مسافتين أو ينزل هبوطاً بنفس المسافات.
- الخط اللحني الصاعد الهابط: وفيه يسير اللحن من درجة الأساس، ويتجه صعوداً حتى يصل إلى الدرجات الحادة في المقام (النغمات العليا)، ثم يعود تدريجياً بالهبوط حتى الوصول إلى درجة الأساس (بداية اللحن).

## قصة الأغنية الشعبية المعروفة في الموروث الشعبي:(زريف الطول_اوظريف الطول)
حين نتحدث عن فلسطين فإن ما يأتي لذهننا عنها الاحتلال وقبله الانتداب وتاريخ طويل من المقاومة، ساهم بشكل كبير في إثراء الفن المقاوم بها، ومن أبرز أغنيات المقاومة ما قبل الـ48: «ظريف الطول» أو «زريف الطول» التي تحكي عن شاب مقاوم في أسطورة يقصد بها كل من حمل السلاح في وجه الاحتلال يقول الحكاء: «زريف الطول كان نجار وغريب عن القرية، كان اسمه فلسطيني، بس طوله كان سبب اسمه، خلوق ما برفع عينه في امرأة، وكان أبو حسن يعطيه أجره كل أسبوع، وما كان يعرف وين بروح فيه، بنات القرية حواليه وهو ولا هو هون، مرت المختار فصلت نملية، مشان تلفت نظره لبنتها.. وأم خليل مرت خطيب القرية فصلت عنده صندوق (أواعي) وحكتله عن بنتها، حتى الخطيب في خطبة الجمعة لمح للموضوع بس ما في فايدة». ويضيف الرواي: «في يوم هجموا قطعان اليهود على القرية، واستشهد 3 شباب، ثاني يوم غاب زريف الطول، ورجع بعد 4 أيام، رجع بالليل ما حدا شافه، بعد شهر رجعت قطعان اليهود، كان زريف الطول مشتري 5 بواريد وزعهن على شجعان القرية، قتلوا 6 يهود». «ثاني يوم القرية قامت وقعدت، النسوان باعن ذهبهن مشان الشباب تشتري بواريد، وصاروا يغنوا» يا عربي يا ابن المقرودة بيع أمك واشتري بارودة«، رجعت القطعان توخذ بالثأر وحصلت معركة مثلها ما صار، هرعوا الناس كبار صغار وفي كروم التفاح ريح الثورة نسّم وفاح، استشهد شباب كثير بس خسائر القطعان أكثر، جمعوا الشهداء، زريف الطول مش معهم وزريف الطول مش مع اللي بقوا، بس الكل حلف يمين إنه شاف زريف الطول قتل أكثر من 20 يهوديًا، وكان يطخ ببارودتين وهو اللي سحب عمار وجهاد أولاد الأرملة من ساحة المعركة وهم جرحى والرصاص زي زخ المطر فوق رأسه، طول الليل القرية دورت بالمشاعل على زريف الطول ما بين إله أثر». «ومرت الأيام، وصار زريف الطول أغنية القرية: يا زريف الطول وين رايح تروح بقلب بلادنا تعبقت الجروف يا زريف الطول وقف تاقولك رايح عالغربة وفلسطين أحسنلك» «بعدها بخمس سنين إبراهيم الحلاق حلف يمين إنه شاف زريف الطول مع عز الدين القسام في أحراش يعبد، وجهاد ابن الأرملة بقول شافه مع الحنيطي بدرب الثوار بيافا، أكيد مهو مش غشيم عنه، وكثير ناس حلفت إنه كان ببورسعيد مع جمال عبد الناصر، وعلى الوصف ناس شافوه بالكرامة على نهر الأردن بفجر دبابة بعد ما قطعت النهر، بس آخر مرة شافوه كان بغزة، طلع للقطعان من نفق رمى صلية صواريخ على تل أبيب ورجع على الخندق. زريف الطول كل مقاوم، وكل إيد قابضة على السلاح وسبابتها على الزناد بعرف، في سؤال؟ هو زريف الطول ما بموت؟ ليش هو الفلسطيني بموت»!

## قصة الأغنية الشعبية المعروفة (من سجن عكا)
من سجن عكا في خضم ثورة الـ36 اعتقل البريطانيون بعض الثائرين وأصدروا حكمًا بالإعدام على 3 منهم هم: محمد جمجوم وفؤاد حجازي وعطا الزير، بعد الإعدام اتشحت فلسطين بالسواد، وغُني لهم: «من سجن عكا وطلعت جنازة.. محمد جمجوم وفؤاد حجازي.. جازي عليهم يا شعبي جازي.. المندوب السامي وربعه عمومًا»

## من أكثر الأغاني الشائعة حول الحصاد في فلسطين
يا زرع قطفتو والندى عليه..
يا سامي ندهتو واسم الله عليه يا زرع قطفتو من شطك يا واد..
يا فلان ندهتو من بين الأجواد يا زرع قطفتو من شطك يا بير..
يا فلان ندهتو من عند الوزير يا زرع قطفتو من روس الموارس..
يا فلان ندهتو من بين الفوارس
وأغنية العاتابا:
يا بلادنا يا أم العنب والزيت
يا بلاد الغرايب كيف بدنا نبيت
يا بلادنا يا أم الشجر
والهيش في بلاد الغرايب
كيف بدنا نعيش
ومن أشهر أغاني الحصاد التي يرردها الحصادون وقت جني القمح أيضًا:
يا منجلي يا منجلاه
رايح ع الصايغ جلاه ما جلاه
إلاّ بعلبة زيت هالعلبة عزاه منجلي
يا أبو الخرايش منجلي
في الزرع طافش منجلي
يا أبو رزة ويش جابك من غزة
وحين يكون الحصاد متعبًا، ينشد الحصادون أغاني تهون عليهم صعوبة الأمر مثل:
بكرة بتخلص الحصيدة
والموارس والغمور
تنلبس الثوب المطرز
ونقعد في القصور
أو كهذه الأغنية حين يشتد عليهم حر الشمس:
والحصيدة ما بتتعبش
بتعب لقاط المشمش
كل ما هب الهوا
وهو على إمّه يِدْوِش
لاقيني على حراشه
حديثك حديث الباشا
وقع في بركة الصافي
طمّلِتْ تاطوله
وقع جسمي من كتافي

## الأغاني الشعبية في موسم قطاف الزيتون

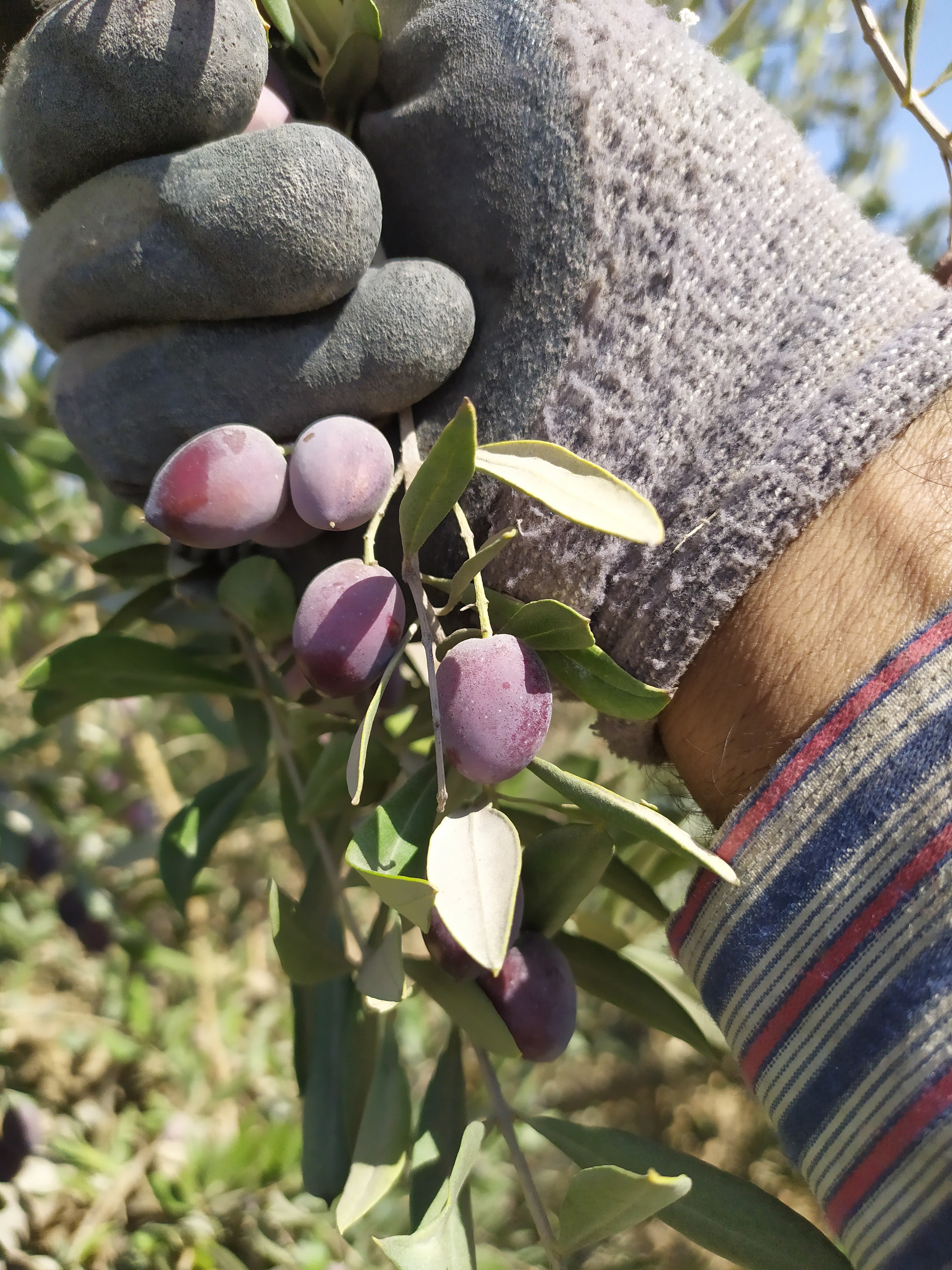
موسم قطاف ثمار أشجار الزيتون،فلسطين ،تستخدم فيه الاغاني الشعبية والتراثية

الزيتون بالنسبة لفلسطين والفلسطينيين ليس مجرد محصول يقومون بجنيه وإنما رمز وطني له شأنه ووضعه، لذلك فأغاني الزيتون دائمًا تكون مختلفة، بالإضافة إلى أن موسم قطاف الزيتون يكون في أجواء لطيفة حرارتها غير حادة، فجاءت أغانيه عذبة رقيقة تمتاز بانسيابية عالية:
زيتونا حامل والزيت بنقط منه
زيتونا يا وحايداني يا رب كثّر منه
زيتونا حامل والزيت ع جراره
نايف يا وحداني يا رب تعمر داره

## أغاني الزفاف افلسطيني
يعد الزفاف من أكثر المناسبات التي تحتاج للغناء كحاضر أساسي يبهج المحتفلين ويطربهم، وهو الفرع الأكبر الذي به الأغاني والأهازيج في أي تراث شعبي خاصة التراث الفلسطيني:
إيويها لزينة الشباب وزينة الحارة
إيويها إن وصفت بالوصف ما وفيت
إيويها أمير صغير وتلبق له الإمارة
إيويها بحنة مكة جيت إحنيك
إيويها يا بدر ضاوي والحلى كله ليك
إيويها ما تلبق الحنة إلا لإيديك
وأغنية أخرى للمحبة والمعزة
يا مرحبا بك ومن دلك ومن جابك
يا مرحبا بالطريق إل عرفتنا بك
لولا المحبة على الأقدام ما جينا
ولا دعسنا بأراضيكم رجلينا
وأغنية للمباركة والصلاة على النبي:
طاحت الخيل ترقص في ميدان العريس
يا صلاتك يا محمد يا خزاتك يا إبليس
طاحت الخيل ترقص في ميدان العرسان
يا صلاتك يا محمد يا خزاة الشيطان
من أبرز أغاني الزفاف أغنية هز الرمح، وكانت خاصة فقط بمناسبات الزفاف، بعد النكبة دخلت عليها كلمات جديدة حولتها لأغنية احتفالات وبها أيضًا روح الثورة
هز الرمح بعود الزين وأنتوا يا نشاما منين
إحنا شبابك فلسطين والنعم والنعمتين

## تطوير الأغاني الشعبية
بعض هذه الأغاني والأهازيج خضعت للتطوير والإنعاش على يد الكثير من الشباب الفلسطيني المعني بإحياء التراث الفلسطيني كالفنانة دلال أبو آمنة عبر مبادرتها «يا ستي» التي عمدت لتطوير الأغاني الفلسطينية من كل الألوان التي استعرضناها في بداية المقال وترى في ذلك إنقاذًا لما تبقى من القرى المهجرة.
فنانون آخرون يعملون على بث الروح في ذلك التراث من خلال تجديد آغانيه وغربلة ما يعثرون عليه، «كـريم تلحمي» و«شادي زقطان».

## وصلات خارجية
- الأغنية الشعبية الفلسطينية مصباح يستمد زيته من التراث.
- أغاني التراث الفلسطيني.. إحياء الحاضر بأصالة الماضي وعبقه